# Pretérito perfecto simple
El pretérito perfecto simple (también llamado pretérito absoluto, pretérito indefinido, perfecto simple, pasado simple, pretérito perfecto absoluto, pasado, indefinido y pretérito) es un tiempo absoluto de aspecto perfectivo, pues la acción enunciada se considera terminada o de modo global. Es característico de las lenguas romances, en las que contrasta con el pretérito imperfecto. En los textos literarios, este pretérito presenta los hechos puntuales que hacen avanzar la historia.

## Pretérito perfecto simple en español
En el idioma español el pretérito perfecto simple se aplica a acciones completadas en el pasado que no necesariamente están relacionadas con el estado de hechos de la situación presente. El uso del pretérito perfecto simple se circunscribe a acciones de un pasado indefinido (de ahí el nombre pretérito indefinido) o concluido y no ligado al presente. En cambio, el pretérito perfecto compuesto indica necesariamente que existe una relación o conexión entre dicha acción pasada y la situación presente, sea dicha relación temporal o subjetiva. Las conjugaciones de las tres conjugaciones regulares y dos conjugaciones irregulares son:
|       |             | Conjugación regular | Conjugación regular | Conjugación regular | Conjugación irregular | Conjugación irregular |
|       |             | 1.ª: cantar         | 2.ª: beber          | 3.ª: partir         | 4.ª: poner            | 5.ª ser/ir            |
| ----- | ----------- | ------------------- | ------------------- | ------------------- | --------------------- | --------------------- |
| sing. | 1.ª persona | cant-é              | beb-í               | part-í              | pus-e                 | fui                   |
| sing. | 2.ª persona | cant-aste           | beb-iste            | part-iste           | pus-iste              | fuiste                |
| sing. | 3.ª persona | cant-ó              | beb-ió              | part-ió             | pus-o                 | fue                   |
| pl.   | 1.ª persona | cant-amos           | beb-imos            | part-imos           | pus-imos              | fuimos                |
| pl.   | 2.ª persona | cant-asteis         | beb-isteis          | part-isteis         | pus-isteis            | fuisteis              |
| pl.   | 3.ª persona | cant-aron           | beb-ieron           | part-ieron          | pus-ieron             | fueron                |
Ejemplos:
Mientras veíamos la televisión, entró el ladrón por la ventana.
Ayer conté a mi madre lo que vi cuando visité Madrid.
Cené con mis padres ayer por la noche.
Algunos ejemplos de verbos irregulares en el pretérito consisten en verbos que terminan en "-ducir" y la mayoría de los verbos con formas irregulares en la primera persona singular (por ejemplo, hacer, traer, y poner); un caso similar ocurre con el verbo andar.

### Pretéritos fuertes
En la conjugación regular del pretérito perfecto simple español, la sílaba acentuada es siempre la inmediatamente posterior a la raíz (la última en la primera y tercera persona del singular; la penúltima en el resto de las formas). Pero existe un cierto número de verbos muy comunes donde el pretérito utiliza una forma diferente de la raíz y, en la primera y tercera del singular, el acento cae sobre la raíz y no sobre la desinencia, por ejemplo: decir (dije, dijiste, dijo...); tener (tuve, tuviste, tuvo...); querer (quise, quisiste, quiso...). Las formas acentuadas en la raíz se denominan "pretéritos fuertes" o "rizotónicos". Suelen derivar de los llamados "perfectos sigmáticos" del latín, así llamados porque su desinencia añadía -s- a la raíz (de allí proviene la s de puse y quise, como así también la j de traje y dije (antes x = /ks/).

### Uso en diferentes países
Existen algunas diferencias entre las condiciones de uso del pretérito perfecto simple y el pretérito perfecto compuesto en los diferentes dialectos de español. En particular, existen ciertas diferencias entre el español de España y el español de América.[cita requerida] Hay una idea algo extendida en España, aunque errónea, de que el pretérito perfecto compuesto no es usado en América y su uso se ve desplazado por el pretérito perfecto simple. Sin embargo, el compuesto sí es usado en América. Las diferencias entre el español de América y el de España implican que las siguientes oraciones se interpretarán de manera diferente:
(1a) No he desayunado
(1b) No desayuné
En el español de España (1a) solo puede referirse al día de hoy y (1b) a un día anterior. En cambio, en el español de América ambas pueden referirse al día de hoy, significando adicionalmente (1a) que todavía "me es posible desayunar" y (1b) que, probablemente por la hora, "ya no me es posible desayunar". Se pueden usar ambos tiempos en una sola frase como en este ejemplo:
"Todo te lo di [hecho terminado] y, hasta el alma me has robado [hecho pasado con consecuencias en el presente]"
(Jennifer López, "Una noche más").
Dentro de España existen también diferencias regionales, y así en Galicia, Asturias y parte de León el pretérito perfecto simple se usa en muchos contextos donde en otras regiones se usaría el pretérito compuesto; esto es debido a la influencia del gallego y el astur-leonés, lenguas sin tiempos compuestos. Por otro lado, en Canarias el uso es similar a la mayor parte de América, y distinto a la España peninsular.
Existe un valor trasladado (por lo menos en el habla chilena y colombiana) de uso muy coloquial que tiene un valor de futuro/imperativo: "¡Ya! ¡Te bajaste de ese árbol!".

### Frecuencia de uso
El español ha sufrido a lo largo del tiempo reajustes en las condiciones de uso del pretérito perfecto simple y el pretérito perfecto compuesto. Eso se refleja en la frecuencia de uso de uno y otro. Además, los cambios no han sido uniformes en todo el dominio del español, por lo que diferentes regiones y países han evolucinado en diferentes direcciones. En términos generales puede decirse que el español de España y la mayor parte del español de América han evolucionado en direcciones opuestas: en España el uso del pretérito perfecto simple ha disminuido a costa del perfecto compuesto y en América ha sucedido lo opuesto (excepto en algunos lugares donde la evolución ha ido en la misma dirección que en España). Los datos contemporáneos basados en muestras de lengua hablada coloquial de diversas ciudades muestra el diferente grado de diferenciación:
| Ciudad                 | Perfecto simple | Perfecto compuesto |
| ---------------------- | --------------- | ------------------ |
| Madrid                 | 58%             | 42%                |
| Lima                   | 65%             | 35%                |
| San Juan (Puerto Rico) | 72%             | 28%                |
| Santiago de Chile      | 74%             | 26%                |
| Buenos Aires           | 100%            | 0%                 |
| Ciudad de México       | 80%             | 20%                |
Los siguientes datos procedentes de documentos americanos refleja el aumento del uso del perfecto simple:
| Siglo | Perfecto simple | Perfecto compuesto | Ratio Simp/Comp |
| ----- | --------------- | ------------------ | --------------- |
| XVI   | 61%             | 39%                | 1.5             |
| XVII  | 74%             | 26%                | 2.8             |
| XVIII | 79%             | 21%                | 3.7             |
| XIX   | 84%             | 16%                | 5.4             |
El tipo de documento es importante, porque existe evidencia estadística[¿cuál?] de que los textos de carácter más narrativo tienen un uso más amplio de perfecto simple mientras que los textos que reflejan interacciones personales o incluso conversaciones tienen un uso menos amplio del perfecto simple.

## Pretérito perfecto simple en otras lenguas
Otras lenguas europeas, en particular la mayoría de lenguas romances y algunas lenguas germánicas, oponen una forma de pretérito perfecto simple a una de pretérito perfecto compuesto. El primero es una forma que simplemente indica que la acción se completó en el pasado, mientras que la segunda generalmente indica que el efecto o consecuencias de dicha acción completada en el pasado siguen manteniéndose en el presente o tienen un efecto no despreciable sobre la situación presente.